# Carl Burckhardt (sculpteur)
Pour les articles homonymes, voir Burckhardt.
Carl Nathan Burckhardt (né le 13 janvier 1878 à Lindau (Zurich), mort le 24 décembre 1923 à Ligornetto) est un peintre et sculpteur suisse.

## Biographie
Carl Burckhardt était le fils du doyen et pasteur Abel Burckhardt (1841-1883) et de Karolina Luise (1846-1926), une fille de Johann Jakob Hess ; son jeune frère est Paul Burckhardt. À partir de 1896, Burckhardt est l'élève du peintre Fritz Schider, après il fréquente l'école privée de Heinrich Knirr à Munich avec Heinrich Altherr. Un voyage à Rome, qu'il entreprend avec Altherr en 1899, développe son intérêt pour la sculpture. Il commence à travailler au sein du groupe Zeus et Eros en 1901. Sous l'influence de Max Klinger, il travaille à partir de 1904 sur la composition polylithique Vénus. En 1909, il remporte un concours pour la conception des figures de niche et des reliefs de la façade du Kunsthaus de Zurich. Il remporte un autre concours en 1922 avec la figure du chevalier Georges.

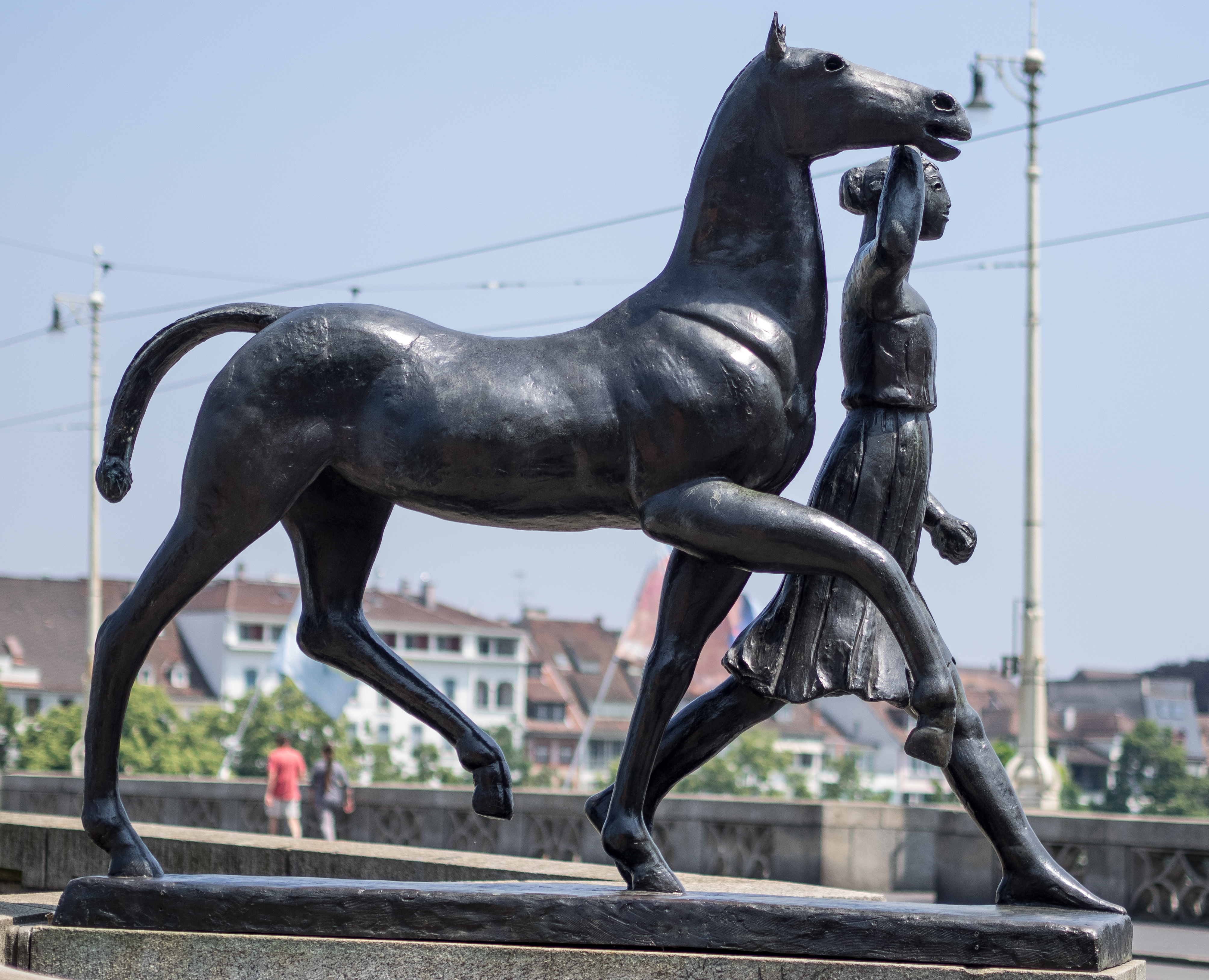
Amazone menant un cheval, 1923.

De 1913 jusqu'à sa mort, Burckhardt est un membre actif de la commission du Basler Kunstverein. La figure en bronze d'une Amazone menant un cheval de Carl Burckhardt se dresse au milieu du Mittlere Brucke à Bâle. L'œuvre est commandée par le Kunstverein au début des années 1920 ; En 1926, il le cède au canton de Bâle-Ville. C'est la dernière œuvre de Burckhardt, qu'il n'a pas pu achever ; la fonte a lieu après sa mort prématurée. Dès 1914, Burckhardt avait travaillé sur le motif des Amazones dans cinq reliefs pour le Kunsthaus de Zurich. Louis Léon Weber travaille pour Burckhardt à partir de 1912 et l'aide à tailler les cinq reliefs.
D'autres œuvres accessibles au public de Burckhardt à Bâle sont le relief du portail de l'église Saint-Paul de Bâle et la statue en bronze du chevalier Georges au Kohlenberg. Au printemps 1922, la sculpture remporte le premier prix d'un concours anonyme organisé par le Kunstkredit Basel-Stadt pour la décoration sculpturale de l'escalier du Kohlenberg à Bâle. Il enseignera aussi la sculpture, et comptera parmi ses élèves la future sculpteur, historienne de l'art et indianiste suisse Alice Boner (1889-1981), sur laquelle il aura une forte influence.
Il y a deux fontaines de Burckhardt devant la gare badoise de Bâle. Elles portent les noms de Père Rhin et de Mère Wiese Les puits étaient prévus avant la Première Guerre mondiale, mais l'exécution ne peut être initiée qu'en 1918 et la mise en service a lieu en 1921.

### Famille
Carl Burckhardt est marié à la peintre Sophie Hipp, la sœur cadette de Johanna Hipp. Titus Burckhardt est son fils. L'architecte Ernst Friedrich Burckhardt est son neveu. Carl Burckhardt est enterré dans la même tombe que son grand-père Abel Burckhardt dans le Wolfgottesacker (de) à Bâle.

## Postérité
En 1954, des œuvres de Burckhardt et Numa Donzé sont présentées dans une exposition commémorative à la Kunsthalle Basel.
En 2018, une rétrospective Carl Burckhardt a lieu au Musée Vincenzo Vela à Ligornetto (Tessin), puis en 2018-2019 mais sous une forme un peu plus concentrée, également au Kunstmuseum de Bâle.